# Collectionneur d'œuvres d'art
Un collectionneur ou une collectionneuse d'œuvres d'art est une personne qui fait usage de sa fortune pour composer un ensemble cohérent d'œuvres d'art d'une époque ou d'un thème, rassemblé sous la forme d'une collection. 
Un collectionneur peut être un spéculateur, mais les collections les plus célèbres sont celles qui reflètent le goût des amateurs et portent leur nom.
Pour assurer son choix le collectionneur peut avoir recours à un conseil. Les peintres de cour ont eu souvent cette fonction. Aujourd'hui les critiques ou les marchands d'art jouent ce rôle. Les œuvres d'art sont acquises lors des ventes aux enchères ou en passant commandes auprès des artistes.
Un grand nombre de collections publiques se sont constituées autour de noyaux rassemblés par des collectionneurs privés qui ont procédé ou dont les descendants ont procédé à des donations, des dations ou des legs en faveur des institutions muséales.

## Histoire des collections
Dans la civilisation romaine, les trésors antiques pris aux vaincus, en particulier en Grèce, sont exposés publiquement sous des portiques. Un marché se développe et c'est l'époque où les termes de musée et de pinacothèque sont inventés.
Au Moyen Âge les collections étaient des trésors ecclésiastiques ou princiers.
Dès la Renaissance les princes ont créé la fonction de peintre de cour, avec parfois un salaire fixe. Ces artistes devaient l'exclusivité de leur production qui incluait les décors de résidences royales, et ne pouvaient entreprendre d'autres activités sans autorisation. Leurs œuvres constituent la base des collections royales de peintures, auxquelles s'ajoutent les acquisitions externes, très souvent sous la responsabilité de ces mêmes peintres.
Les autres collections sont constituées tout d'abord par les aristocrates éclairés. Ils passent des commandes d'œuvres pour leurs collections privées et la décoration de leur palais, mais aussi d'art religieux pour l'Église. Ils deviennent également acheteurs, souvent par des intermédiaires.
L'activité de collection se développe par la suite dans la bourgeoisie dès le XVIIIe siècle, notamment dans le monde des artistes et celui des affaires.

## La Renaissance auxXVeetXVIesiècles
C'est l'époque où naît le concept de collection d'apparat, de cabinet de peinture ou de curiosités : princes, hommes politiques et gros négociants accumulent des objets d'art, bientôt imités par la bourgeoisie citadine.
À partir du XVIe siècle la connaissance des collections privées se fait au moment de legs et de publications d'inventaires.

### En Italie
Laurent le Magnifique (1449-1492) de la maison Médicis à Florence, fréquente et soutient la plupart des grands artistes de son époque. Bien que ses ennuis financiers ne lui aient pas permis de passer lui-même toutes les commandes, il a su convaincre nombre de bourgeois de commanditer directement certains artistes. Michel-Ange a vécu chez lui pendant plusieurs années.
À Ferrare c'est le duc Hercule Ier d'Este (1431-1505) qui complète la bibliothèque et les collections de la maison d'Este et patronne les artistes. Son successeur Alphonse Ier d'Este (1476-1534) inaugure en 1529 la plus belle galerie d'art de son époque pour exposer ses collections devant des murs plaqués de marbre blanc et sous un plafond à caissons dorés, le camerino d'alabastro, la chambre d'albâtre.

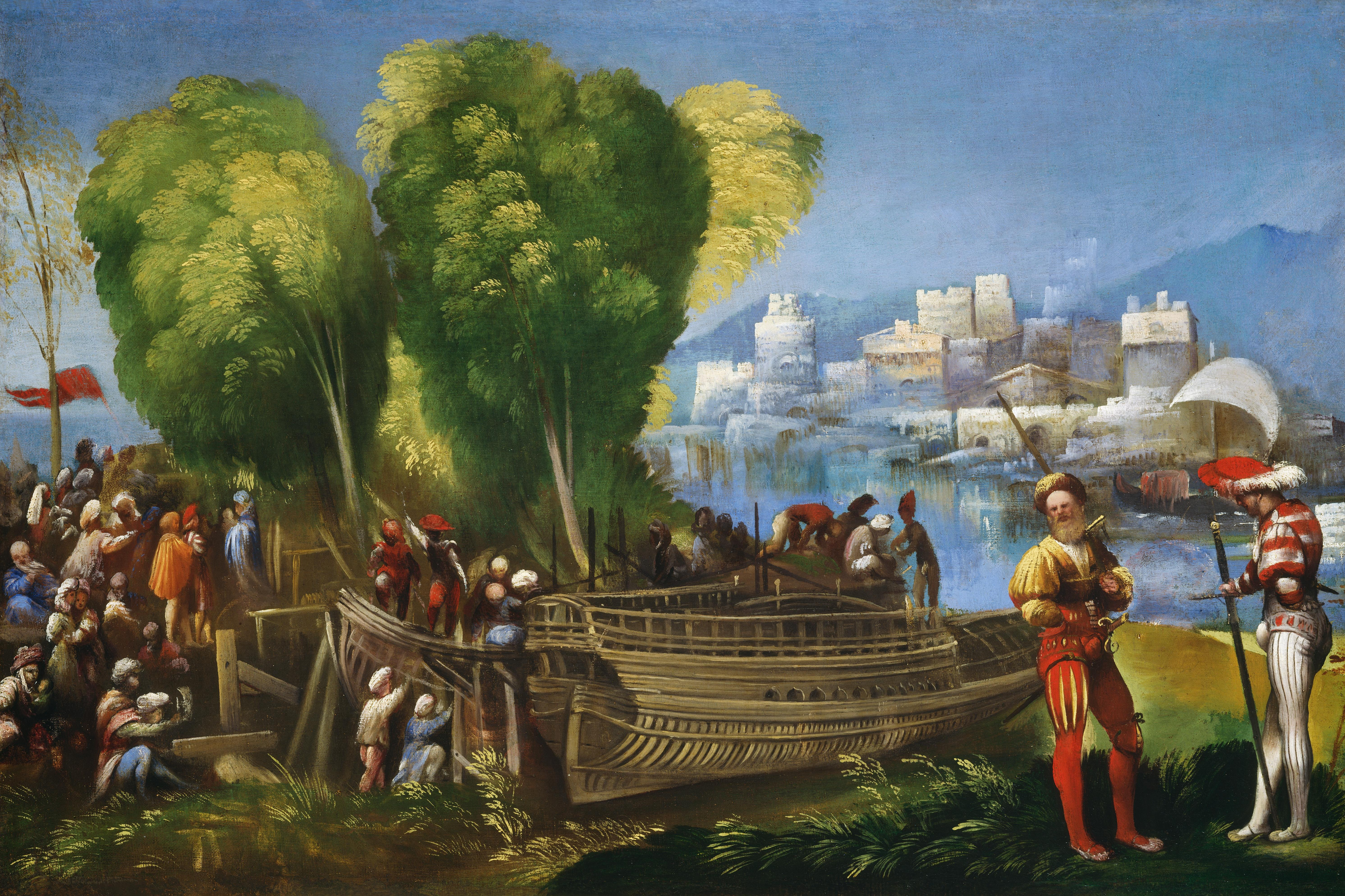
Enée et Achates sur les rives de Carthage, Dosso Dossi pour le camerino d'alabastro (National Gallery of Art, Washington).

### En France
Artus Gouffier de Boissy (1475-1519), en suivant Charles VIII et Louis XII pendant les guerres d'Italie, a commencé l'importante collection d'art familiale. C'est alors qu'il se voit confier l'éducation du jeune duc d'Angoulême, futur François Ier. Son héritier Claude Gouffier (1501-1570) poursuit cette collection et un inventaire de 1683 recense plus de 400 œuvres réparties entre Paris, Versailles et Oiron, sans compter les œuvres dispersées par les ventes, partages et pillages.
Le cardinal et ministre Georges d'Amboise (1460-1510) incite le roi François Ier, déjà initié par Artus Gouffier, ainsi que le connétable de France, Anne de Montmorency, à accueillir et protéger des artistes comme au château de Fontainebleau. À leur suite, la reine Catherine de Médicis (1519-1589), héritière des goûts des Médicis, est considérée comme l'un des plus grands mécènes du XVIe siècle français. Elle aimait s'entourer d'artistes qu'elle faisait venir à la cour et pensionnait à son propre service.

### En Europe centrale
L'empereur Rodolphe II qui a confirmé en 1595 les privilèges de la corporation des peintres, a acquis de nombreux tableaux qu'il installe au Château de Prague.

## L'Époque moderne auxXVIIeetXVIIIesiècles
Au XVIIe siècle se mettent en place les différents acteurs que nous connaissons actuellement : l'artiste qui produit des objets d'art et qui est statutairement considéré comme tel, le marchand d'art, le critique d'art et le commissaire-priseur. La notion moderne d'œuvre d'art prend alors son essor. Les personnes fortunées désireuses de constituer une vaste collection, s'adressent à des marchands en direct ou par des intermédiaires.

### En Grande-Bretagne
Charles Ier (1600-1649), roi d'Angleterre, malgré ses difficultés économiques, fut sans doute le plus passionné et généreux collectionneur d'art de la monarchie britannique. En 1628, il avait acheté la fabuleuse collection de Charles Ier de Mantoue, et n'a eu de cesse de faire venir en Angleterre les plus grands peintres étrangers de l'époque.
Le peintre Peter Lely (1618-1680), d'origine néerlandaise, amassa une importante fortune personnelle vers 1650, et commença à collectionner les maîtres anciens y compris des œuvres de Van Dyck, lors de la vente de la collection de Charles Ier.
Au XVIIIe siècle, Shaftesbury (1671-1713) explique que "le vrai gentilhomme doit allier le culte du beau à l'amour de la vertu." La pratique du Grand Tour a permis aux Anglais la découverte de l'art italien et les châteaux se sont peu à peu remplis de collections de tableaux acquis à l'étranger ou dans les ventes publiques. Dans la Société des Dilettanti, ceux qui ont fait ce voyage deviennent les arbitres du goût.
On retrouve parmi ces collectionneurs Robert Walpole (1676-1745), lord du Trésor, qui a créé une collection d'art mise en vente par ses descendants. Le gouvernement refusa son achat malgré les conseils de John Wilkes et vingt ans plus tard, la collection fut intégralement rachetée par Catherine de Russie. Elle est désormais visible au musée de l'Ermitage de Saint-Pétersbourg.
Charles Townley (1737-1805) qui voyagea en Italie et en Grèce et acquit une célèbre collection d'antiquités, connue sous le nom de marbres Towneley. Il la déposa dans sa maison de Londres spécialement construite pour la recevoir. Elle fut acquise par le British Museum en 1805 auprès de ses descendants, et elle forme encore aujourd'hui le cœur des collections gréco-romaines du musée ; Richard Payne-Knight (1750-1824) collectionneur, critique d'art, archéologue et philologue, qui fit lui aussi le Grand Tour et ramena plusieurs trésors d'argenterie romaine découverts en France, comme le trésor de Mâcon et le trésor de Caubiac qu'il légua au British Museum. Quant à George Beaumont (1753-1827) c'est un peintre amateur, collectionneur et critique d'art qui a joué un rôle important dans la création de la National Gallery de Londres, en lui faisant le premier legs de peintures.

### En France
Everhard Jabach (1618-1695), banquier d'origine allemande naturalisé français, directeur de la Compagnie des Indes orientales, célèbre collectionneur de dessins, peintures, marbres, bronzes et estampes, cède une grande partie de sa collection de dessins à Louis XIV à deux reprises, en 1661-1662, puis en 1671. Ils constituèrent le fonds de l'actuel Cabinet des dessins du Louvre.
Chez les Princes et les nobles on trouve Philippe d'Orléans (1674-1723) qui constitua la collection d'Orléans destinée à orner les galeries de sa principale demeure, le Palais-Royal. Elle comprend près de 500 tableaux, et reste sans doute en Occident l'une des plus importantes collections de peintures aux mains d'une personne privée. Elle fut liquidée à partir de 1788 puis dispersée.
Louis XV (1710-1774) délègue beaucoup les missions artistiques à sa favorite la marquise de Pompadour qui amasse une imposante collection de meubles et d'objets d'art dans ses diverses propriétés. Elle est responsable du développement de la manufacture de porcelaine de Sèvres, et ses commandes assurent leur subsistance à de nombreux artistes et artisans. Dans son sillage, nobles et bourgeois en particulier des artistes, constituent d'importantes collections d'art.

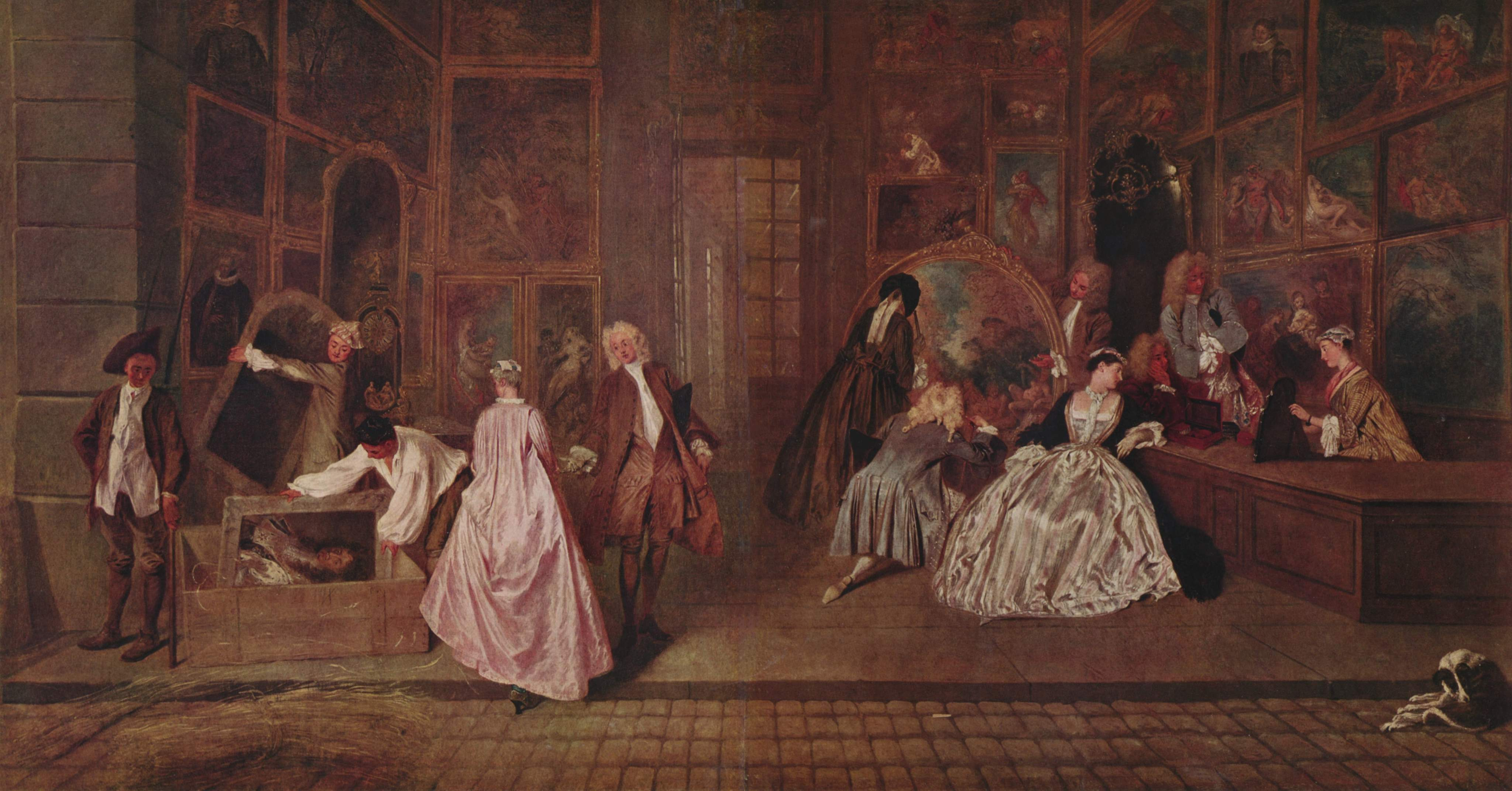
L'Enseigne de Gersaint, 1720
par Antoine Watteau

On connait bien la collection du chevalier Antoine de Laroque (1672-1744) grâce à Gersaint, le célèbre marchand de tableaux du pont Notre-Dame qui rédige un catalogue de son cabinet en 1745. De grands maîtres sont présents parmi les 300 tableaux de cette collection. Celle d'Augustin Blondel de Gagny (1695-1776) a été dispersée à sa mort lors d'une vente aux enchères. Elle était constituée de tableaux de maîtres, d'objets d'art et de meubles de prix. Une partie des tableaux et sculptures sont aujourd'hui dans de grands musées européens comme le Musée du Louvre ou la Wallace Collection à Londres. La collection du marquis de Livois, Pierre-Louis Eveillard (1736-1790) est attribuée à la ville d'Angers en 1799, quelques années après sa mort. Il avait réuni dans son hôtel de la rue Saint-Michel, une grande collection d'objets d'art. Rétrocédé aux deux tiers aux héritiers de Pierre-Louis, le tiers restant intègre les collections du Musée des beaux-arts d'Angers qui ouvre ses portes en 1801.
Au sein du gouvernement, Pierre Crozat (1661-1740), trésorier de France est un fin connaisseur de l'École vénitienne et de l'École flamande et réunit une collection de tableaux exceptionnelle dans son château de Montmorency, et dans son hôtel particulier de la Rue Richelieu. À sa mort, il légua toute sa collection à ses neveux mais elle fut dispersée après leur disparition. Grâce à Diderot, une importante partie fut rachetée par Catherine II et se trouve à présent au musée de l'Ermitage à Saint-Pétersbourg. Étienne-François de Choiseul (1758 – 1770), chef du gouvernement de Louis XV entre 1758 et 1770, est lui aussi un grand amateur d'art et réunit une importante collection en particulier de mobilier que l'on retrouve dans plusieurs musées et grandes collections.
Parmi les artistes, Joseph Aved (1702-1766), peintre et ami de Chardin qui fit son portrait, mais aussi commerçant d’art, possédait une importante collection où figuraient, à côté des œuvres de ses contemporains français, des maîtres italiens et surtout néerlandais. Cette collection fut vendue aux enchères à Paris en 1766 ; Jacques Augustin de Silvestre (1719-1809), peintre et graveur tenait sa collection de son père et de son grand-père paternel, et l'avait enrichie par des acquisitions. À sa mort, le catalogue raisonné de la vente contenait 1360 numéros dont certains comportaient plus de quarante pièces. Le Journal de Paris, no 43 du 12 février 1811 mentionne des maîtres prestigieux, mais les attributions de l'époque n'ont pas toutes été confirmées de nos jours et la plupart de ces œuvres ne sont plus localisées. Le cabinet impérial acquit 2 257 pièces pour 3 843 francs.
François Cacault (1743-1805) durant sa mission diplomatique en Italie, achète plus d'un millier de peintures et plus de cinq mille estampes, représentatives de l'art occidental de la fin du XIIIe au début du XIXe siècle. Pour la présentation de cette collection, avec son frère Pierre, ils fondent un musée à Clisson. Ce « musée-école » né d'une passion pour l'art, veut rendre accessibles les chefs-d'œuvre à tous, dans un idéal d'éducation artistique. Après sa mort, c'est la ville de Nantes qui acheta à son frère cette collection, qui fit la réputation du Musée des beaux-arts de Nantes.
François-Xavier Fabre (1766-1837) sera lui aussi à l'origine d'un musée en province. Il offre à sa ville natale de Montpellier, ses collections de peintures et de livres à la condition qu'elles soient le point de départ d'un musée, l'actuel musée Fabre.

### En Suisse
François Tronchin (1704-1798), avocat et écrivain genevois est un des premiers collectionneurs-marchands. Il constitue, avec les conseils de son ami Jean-Étienne Liotard, une importante collection de tableaux hollandais, allemands, flamands et italiens dont une grande partie fut vendue à Catherine II en 1770 et sont actuellement exposés au Musée de l'Ermitage.

### Dans les pays germaniques
Caroline-Louise de Hesse-Darmstadt (1723-1783), margravine de Bade donne une jolie définition du collectionneur. Elle écrit, en 1762 : « Je considère mon cabinet [de peinture] comme un lettré sa bibliothèque, c’est-à-dire comme un moyen d’apprentissage seulement. ». Ses premières acquisitions remontent à l’année 1751, par l’intermédiaire de Jean-Baptiste Perronneau.

### En Russie
Catherine II de Russie (1729-1796), pendant ses trente-quatre années de règne, réalisa une formidable politique d'acquisition qui lui a permis de rassembler près de quatre mille tableaux qui forment au musée de l'Ermitage, une des galeries de peintures la plus admirée d'Europe. Par l'intermédiaire de ses ambassadeurs les plus zélés, elle a pu acquérir quelques-unes des plus prestigieuses collections européennes comme celle du comte de Brühl et de Sir Robert Walpole. Voltaire et surtout Diderot, aidé par le Genevois François Tronchin, favorisèrent quant à eux, l'acquisition des collections de Pierre Crozat et de Choiseul en 1772.
Dans son sillage le comte Ivan Chouvalov (1727-1797) lui aussi francophile, incita l'impératrice Élisabeth à la création de l'Université d'État de Moscou et l'Académie impériale des beaux-arts de Russie.

### En Italie
Le cardinal Scipione Caffarelli-Borghese (1577-1633) a utilisé l'immense richesse qu'il avait acquise en tant que neveu du pape, pour rassembler l'une des plus impressionnantes collections d'art en Europe. Il a construit la villa Borghese et amélioré la Villa Mondragone pour abriter sa collection de sculptures romaines, et ses tableaux.
Olimpia Aldobrandini (1623-1681) qui a épousé en secondes noces Camillo Pamphili, neveu du Pape Innocent X fut dotée d'une collection de peintures, dont les chefs-d'œuvre du Duc de Ferrare qui se trouvaient dans le "Camerino d'Alabastro". Les successions et les biens transmis à la famille Pamphili sont le noyau de la Galerie Doria-Pamphilj. Elle a été complétée par les œuvres achetées par le prince Camillo et ses successeurs, en particulier son fils le cardinal Benedetto Pamphilj (1653-1730). Les collections sont protégées par deux fidéicommis interdisant la dispersion des biens : le premier, d'Innocent X en 1651 ; le second, du côté Aldobrandini.
Ferdinand III de Médicis (1663-1713) suivant la tradition familiale, a rassemblé dans son « Cabinet des petites œuvres de tous les peintres les plus célèbres » de la villa de Poggio a Caiano, une extraordinaire collection de peintures de petites dimensions avec au moins 174 tableaux d'autant de peintres différents, parmi lesquels Albrecht Dürer, Léonard de Vinci, Raphaël, Rubens, etc. C'est Nicolo Cassana, peintre de cour à partir de 1683, qui devient l'agent, le conseiller, le copiste et le restaurateur des tableaux de Ferdinand
On possède une description complète de la collection de peintures du cardinal Pietro Ottoboni (1667-1740) ainsi que des emplacements qui donnent une idée précise de toutes ses acquisitions sur une période de cinquante ans. On y dénombre 530 tableaux, dont certains hérités de son grand-oncle le pape Alexandre VIII. Son patrimoine fut vendu en quatre fois, et ses collections dispersées à travers l'Europe. Tous les comptes en furent rendus en 1752.

## AuXIXesiècle

### En France
Un oncle de Napoléon Bonaparte, Joseph Fesch (1763-1839), devenu archevêque de Lyon, eut la charge, en 1795, de commis aux marchés de fournitures pour l'armée d'Italie. Durant cette campagne, il commence une collection de tableaux appelée à devenir l'une des plus riches de France voire d'Europe. Fixé à Rome au Palais Falconieri, il y faisait volontiers les honneurs de sa collection, où les reliques des primitifs italiens ne manquaient pas. Il laissa à sa mort 17 626 objets d'art et 16 000 tableaux, dont 1 000 avaient été légués à la Ville d'Ajaccio ; ce legs est à l'origine de la création du musée Fesch.
De nombreux banquiers et industriels se lancent également dans les collections d'art. Le baron Jacob Mayer, dit James de Rothschild (1792-1868) rassemble des tableaux de maîtres anciens, mais les biens de son héritier Guy de Rothschild sont confisqués par le régime de Vichy et l'occupant allemand, sa collection d'art pillée.
Édouard André (1833-1894), homme politique, héritier de l'une des plus grandes fortunes du Second Empire est installé depuis 1864 avec sa collection à l'hôtel de Saint-Paul. Il fait construire un hôtel dévolu aux fêtes et à la réception, équipé de toutes les commodités modernes, dans un décor théâtral et constitue une collection de tableaux, de sculptures, de tapisseries et d'objets d'art du XVIIIe siècle. En 1881 il épouse Nélie Jacquemart, une jeune artiste peintre qui s'associe à ses projets. Ensemble, ils constituent méthodiquement leur collection, Nélie s'intéressant plus particulièrement à la peinture italienne, des primitifs des XIVe et XVe siècles à la Renaissance, correspondant à 124 œuvres sur les 137 tableaux italiens conservés à Paris. Parallèlement, ils aménagent leur demeure pour mettre en valeur le mieux possible leurs acquisitions. Nélie légua l'hôtel à l'Institut de France dans le souci de préserver l’intégrité de sa collection et de la faire découvrir au plus grand nombre, à condition qu'il fût ouvert au public et transformé en musée. C'est devenu le Musée Jacquemart-André.
Un autre couple de collectionneurs se retrouvent à cette époque, Ernest Cognacq (1839-1928), fondateur avec sa femme Marie-Louise Jaÿ des grands magasins La Samaritaine à Paris. Entre 1900 et 1925, ils réunissent une importante collection d'œuvres d'art du XVIIIe siècle, destinée à être exposée dans leur magasin. En 1928, cette collection est donnée à la ville de Paris et devient le musée Cognacq-Jay, installé depuis 1986 dans l'hôtel Donon situé.
Troisième couple de collectionneurs Adolphe Schloss (1842-1910) allemand naturalisé français en 1871, exportateur, et son épouse Mathilde, rassemblent 333 œuvres originaires des Pays-Bas qui deviennent une collection renommée dès avant la Première Guerre mondiale. Ils ouvrent à certains visiteurs une partie de leurs collections, dans leur hôtel particulier au 38, avenue Henri-Martin à Paris. Ces tableaux, principalement issus du XVIIe siècle hollandais, ont été spoliés durant la Seconde Guerre mondiale.
Le baron Edmond James de Rothschild (1845-1934) réunit pour sa part une célèbre collection de boîtes en or et de miniatures, aujourd'hui à Waddesdon Manor. Il offre également un ensemble rare de manuscrits et d'autographes à la Bibliothèque nationale. À sa mort ses héritiers font don au Département des arts graphiques du musée du Louvre de 3 000 dessins du XVIIIe siècle et de 43 000 estampes anciennes. C'est l'une des plus importantes collections d'art graphique jamais réunies par un collectionneur particulier. Le comte de Chaudordy (1826-1899), fut ambassadeur en Espagne et a légué à sa ville natale d'Agen plus de trois cents œuvres dont cinq Goya, avec un Autoportrait et Le Ballon, accompagnés par des œuvres de ses suiveurs comme Eugenio Lucas Velázquez (Le Garrot). Ces œuvres sont aujourd'hui exposées au Musée des beaux-arts d'Agen. Paul Marmottan (1856-1932 à Paris est le fils de Jules Marmottan (1829-1883) collectionneur passionné par le Moyen Âge et la Renaissance. En 1932 il lègue la totalité de ses collections et celles de son père à l’Académie des beaux-arts, ainsi que son hôtel, qui donnera naissance au Musée Marmottan, et sa maison de Boulogne-Billancourt, qui deviendra la bibliothèque Marmottan.
Le peintre Gustave Caillebotte (1848-1894), organise des expositions impressionnistes de 1877, 1879, 1880 et 1882. Il lègue sa collection de peintures impressionnistes et de dessins à l'État. L'industriel Henri Rouart (1833-1912), est aussi artiste-peintre, et très fidèle à ces expositions. Il devient un collectionneur aide aussi ses amis en leur achetant de nombreuses œuvres. Après sa mort, ses enfants décident de vendre sa fabuleuse collection. La vente rapporte une somme astronomique et marque le début de l'envol des prix des toiles impressionnistes. Victor Chocquet (1821-1891) rédacteur principal à la direction des douanes, était lui aussi un ardent propagandiste de l'Impressionnisme et présent à toutes leurs expositions. Il défendait les peintres confrontés aux moqueries et aux insultes et a constitué une immense collection dispersée après sa mort. Une grande partie des tableaux se trouvent actuellement dans les musées américains.
Le peintre Léon Bonnat (1833-1922), également graveur, lègue une importante collection de peintures, de dessins et de sculptures au musée Bonnat-Helleu à Bayonne. Alfred Emmanuel Louis Beurdeley (1847-1919), important ébéniste et antiquaire rassembla quant à lui plus de 28 000 estampes. En 1888, il vend sa collection de 6 115 dessins d'architecture et d'ornement. C'est l'Académie centrale du dessin technique du baron Stieglitz, à Saint-Pétersbourg, qui en fait l'acquisition. Après la révolution de 1917, cette collection intègre le musée de l'Ermitage. Étienne Moreau-Nélaton (1859-1927), peintre, céramiste, affichiste et historien d'art français effectue trois donations (ou legs) importantes d'œuvres d'art, en 1906, 1919 et 1927. C'est l'un des plus grands donateurs envers l'État français parmi les particuliers.
On peut aussi citer les frères Goncourt, figures de l'avant-garde littéraire parisienne, qui accumulent dans leur maison d'Auteuil une très importante collection d'art. Commencée à l'adolescence (sans doute vers 1838), cette collection se distingue vers la fin du siècle (dans les années 1860) pour la variété et la richesse de ses pièces asiatiques (chinoises et japonaises notamment). La collection est dispersée en mars 1897, par vente successorale, ainsi que l'avait voulu le dernier des deux frères à mourir (Edmond). C'est le célèbre marchand japoniste Bing qui a la charge de la vente. Les fonds récoltés sont reversés à la toute jeune Académie Goncourt, également créée par la volonté testamentaire d'Edmond. Contrairement à d'autres collectionneurs de leur siècle, les frères Goncourt ont choisi la dispersion plutôt que le don, se distinguant des choix effectués par leurs contemporains, par exemple Émile Guimet ou Henri Cernuschi.

### En Grande-Bretagne
L'industriel Samuel Courtauld (1876-1947) est le fondateur du Courtauld Institute of Art et de la Courtauld Gallery à Londres en 1932. Sa collection est constituée d’un vaste échantillon de peintures, principalement des œuvres impressionnistes et post impressionnistes françaises. Il s'y est ajouté la riche collection de peinture italienne des XIVe et XVe siècles et d'objets d'art du Moyen Âge et de la Renaissance de l'artiste Thomas Gambier Parry (1816-1888). Ce sont ses héritiers qui l'ont donné à l'Institut Courtauld en 1966.
Le peintre britannique du mouvement préraphaélite Henry Wallis (1830-1916) collectionna des céramiques italiennes et orientales aujourd'hui exposées au Victoria and Albert Museum.

### Dans les pays germaniques
Louis Ier de Bavière (1786-1868) fait bâtir à Munich la Glyptothèque, le Staatliche Antikensammlungen ainsi que l'Alte et la Neue Pinakothek pour abriter ses collections.

### En Russie
Sergueï Grigorievitch Stroganov (1794-1882) est un aristocrate, gouverneur général de Moscou qui passa à la postérité pour ses immenses collections d'art. Passionné d'archéologie et de numismatie, il collectionnait aussi des icônes anciennes. À sa mort, il légua à l'Empire russe une fabuleuse collection.
Nicolas Demidoff (1773-1828), industriel, nommé ambassadeur en Toscane en 1819 a fait construire la villa San Donato avec une suite de quatorze salles abritant une énorme collection d'art, constituant un véritable musée (la Collection Demidoff). Anatole Demidoff (1812-1870), premier prince de San Donato, augmenta considérablement la collection. Quatorze salles finirent par être consacrées à ce musée particulier, s'intéressant notamment à la peinture romantique. Ses énormes collections furent dispersées dans des ventes publiques à Paris en 1863, puis en 1881, par son neveu et héritier Paul Pavlovitch qui dispersa en plusieurs ventes restées mémorables la quasi-totalité du « musée Demidoff ».
Pavel Tretiakov (1832-1898) est un entrepreneur, collectionneur d'art figuratif russe et créateur de la galerie Tretiakov de Moscou. La collection de l'éditeur Kozma Soldatenkov (1818-1901) commencée à la fin des années 1840, rassemble des tableaux de peintres russes. Elle fut léguée par testament au musée Roumiantsev et a été versée à la galerie Tretiakov et au musée Russe en 1924. Vladimir von Meck (1877-1932) est secrétaire de gouvernement, peintre amateur, artiste de théâtre. Il a rassemblé de belles toiles et de beaux objets. En 1900—1908, du fait de difficultés financières une partie de sa collection a été vendue à la galerie Tretiakov. En 1919 le reste de sa collection a été nationalisée et envoyée au Musée russe.

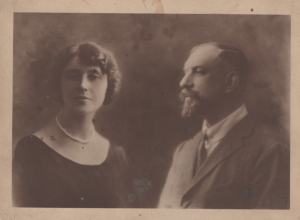
Anna Alexandrovna et Stepan Riabouchinski à Milan en 1922

Au début du XXe siècle plusieurs industriels et entrepreneurs russes se lancèrent dans des collections de peintures.
Ivan Morozov (1871-1921), comme son frère Mikhaïl Morozov (1870-1903) et sa belle-sœur Margarita Morozova (1873-1958), est un homme d'affaires devenu collectionneur d'art. Il commence par des œuvres de jeunes peintres russes, puis en 1907 se met à acheter de l’art français pour son hôtel particulier qu’il vient de réaménager. Il est dans une concurrence fructueuse avec Chtchoukine. Chtchoukine (1854-1936), un homme d’affaires, se tourne vers les peintres français, principalement impressionnistes. Cette collection raffinée lui vaut vite un certain renom et en 1903-1904, il commence à faire des choix plus hardis de postimpressionnistes tel que Paul Cézanne, Vincent van Gogh, Paul Gauguin. Ces tableaux vont constituer la base de sa collection d'avant-garde.
Stepan Riabouchinski (1874-1942), industriel et banquier, se lance dans une collection d'icônes en 1905 et en organise la première exposition en 1914. Après la révolution de 1917, sa collection est partagée entre la Galerie Tretiakov, le fond des musées de l'État, le Musée historique d'État et des ventes par un antiquaire. En 2009 s'ouvre à Moscou le musée privé « Maison de l'icône », devenu en 2012 le musée « Maison de l'icône et de la peinture S. P. Riabouchinski.

### Aux États-Unis
Le financier John Pierpont Morgan (1837-1913) collectionne des œuvres d'art, des livres et des montres. Ses collections sont notamment visibles au Metropolitan Museum of Art et à la Pierpont Morgan Library de New York.
L'industriel de l’acier Henry Clay Frick (1849-1919) constitue une impressionnante collection d'œuvres d'art, rivalisant ainsi avec les autres hommes les plus riches de son époque, afin de se donner une image de mécène. Après avoir débuté vers 1881 par l'achat de peintures contemporaines françaises, il se tourne ensuite vers le XVIIe siècle flmand et hollandis, puis vers la Renaissance italienne. Cet ensemble devient un des musées d'art de New York, la Frick Collection.

## AuXXesiècle
Le XXe siècle, marqué par le nazisme, a vu beaucoup de collectionneurs d'art d'origine juive spoliés. Le long travail de restitution n'est toujours pas terminé à ce jour.

### En France
La muse et modèle d'Aristide Maillol, Dina Vierny (1919-2009), devient galeriste, et collectionne principalement des œuvres des peintres qui furent ses amis ou leurs proches, Pierre Bonnard, Henri Matisse, Marcel Duchamp, Raymond Duchamp-Villon, Jacques Villon et Vassily Kandinsky. Légataire universel de Maillol, elle crée en 1983 la Fondation Dina Vierny et ouvre en 1995 à Paris le Musée Maillol.
La collection Yves Saint Laurent et Pierre Bergé constituée par Yves Saint Laurent (1936-2008), couturier français, et son compagnon Pierre Bergé (1930-2017), a été montrée au public au Grand Palais de Paris en février 2009 avant d'être dispersée par une vente aux enchères.

### Aux États-Unis
Louisine Havemeyer, née Louisine Waldron-Elder (1855-1929) et son mari Henry, ont trois grandes passions dans l'art français du XIXe siècle, Courbet, Manet et Degas. Après la mort de son mari en 1907, Louisine, passionnée par l'impressionnisme fait rechercher toutes les œuvres des peintres de ce mouvement à partir de 1889. Une très grande partie de ces tableaux fait partie du legs au Metropolitan Museum of Art de New York en 1929.
Peggy Guggenheim (1898-1979) est collectionneuse d'art moderne et galeriste à Londres sous le nom de « Guggenheim Jeune ». Son nom reste lié au musée qu'elle a fondé à Venise sur le Grand Canal, dans le palais Venier dei Leoni, qui a été sa dernière résidence.

### En Italie
L'industriel milanais Giuseppe Verzocchi (1887-1970) commande à plus de 70 peintres italiens une œuvre aux dimensions préétablies (90 × 70 cm) sur le thème du travail, ainsi qu'un autoportrait, contre la somme de 100 000 lires par tableau, assortie d'une promesse d'exposition publique. La collection est aujourd'hui à la pinacothèque de Forli et se visite sur demande.

### En Union soviétique
Isaak Brodsky (1883-1939) est un peintre dont le travail s'inscrit dans le réalisme socialiste soviétique. Il a constitué une collection personnelle de tableaux qui reflète des goûts très éloignés de ce mouvement et révèle les aspects authentiques de l'artiste.

## AuXXIesiècle

### En France
- Bernard Arnault (né en 1949), un homme d'affaires, amateur et collectionneur d’art. Sa collection d'art de la Fondation Louis-Vuitton pour la création et l'art contemporain inaugurée en 2014 près du Jardin d’acclimatation de Paris, met en valeur des artistes contemporains, à travers ses onze galeries.
- Antoine de Galbert, homme d'affaires et créateur de la Maison rouge.
- Philippe Méaille (né en 1973), amateur et collectionneur d'art, est président et fondateur du château de Montsoreau-Musée d'art contemporain depuis 2016[44],[45]. Sa collection d'art conceptuel rassemble le plus important fonds mondial d'œuvres du mouvement Art & Language[46],[47].
- Alain-Dominique Perrin (né en 1942), homme d'affaires français et collectionneur d'art, est président de la Société Cartier de 1975 à 1998. Il est fondateur, en 1984, de la Fondation Cartier pour l'art contemporain.
- François Pinault (né en 1936), homme d'affaires, amateur et collectionneur d'art. En 2005, il installe sa collection au Palazzo Grassi à Venise, et fait de la douane de Venise une extension de son musée en 2007. François Pinault officialise l'installation d'une partie de la Collection Pinault à la bourse de commerce de Paris.

Grâce à certaines galeries d'art en ligne, il est aujourd'hui possible de démarrer une collection d'oeuvres d'art à partir de quelques euros par mois.